# Коротаєва Любов Георгіївна
Любо́в Гео́ргіївна Корота́єва (рос. Любовь Георгиевна Коротаева; 18 жовтня 1918 — 18 січня 2000) — радянська альпіністка, згодом — науковець і педагог, кандидат хімічних наук.
Співавторка пісні «Баксанська» (1943).

## Життєпис
Народилася в селі Верея, нині Раменського району Московської області, Одна з найсильніших альпіністок СРСР довоєнного часу.
Закінчила Московський державний університет тонких хімічних технологій. У 1941—1942 роках працювала інженером-хіміком Воронезького заводу СК-2 імені С. М. Кірова.
Мобілізована за рознарядкою НКВС СРСР у червні 1942 року. Вивчала радіосправу в школі НКВС. Учасник німецько-радянської війни: інструктор з альпінізму 897-го гірськострілецького полку 242-ї гірськострілецької дивізії Закавказького фронту (1942—1943); старший радіооператор ГУДБ НКВС СРСР (1943—1945).
У лютому 1943 року, виконуючи наказ командувача Закавказьким фронтом, технік-інтендант 2-го рангу Л. Г. Коротаєва брала участь у штурмі східної вершини Ельбруса (5 621 м). Долаючи мінні поля, в умовах низької температури, розрідженого повітря і штормової погоди піднялась на висоту 5595 метрів і забезпечила зняття прапорів Німеччини і встановлення прапорів СРСР.
Тоді ж, разом з Андрієм Грязновим та Миколою Персіяниновим, стала співавторкою тексту пісні «Баксанська», яка виконувалась на мотив танго Бориса Терентьєва «Пусть дни проходят» (укр. Хай дні минають).
Після демобілізації в жовтні 1945 року працювала старшим інженером-технологом інституту ГІПРОКаучук Міністерства гумової промисловості. З січня 1953 року викладала хімію в московській школі робітничої молоді № 34, згодом — завуч цієї школи. Член КПРС з лютого 1953 року.
З 1961 по 2000 роки працювала в Університеті дружби народів імені Патріса Лумумби: асистент, згодом — доцент кафедри неорганічної хімії.
Мешкала в Москві, де й померла. Похована 48-й ділянці Ваганьковського кладовища.

## Нагороди
Нагороджена орденами Вітчизняної війни 2-го ступеня (11.03.1985), Дружби народів, двома медалями «За відвагу» та іншими медалями.